# Ritvars Rugins
Ritvars Rugins (in russo Ритвар Ругин?, Ritvar Rugin; Tukums, 17 ottobre 1989) è un ex calciatore lettone, di ruolo attaccante.

## Carriera

### Club
È cresciuto nelle giovanili del Ventspils con cui ha disputato il Torneo di Viareggio 2010. Ha esordito il 25 giugno 2008 in Virsliga con la maglia dello stesso Ventspils, giocando i minuti finali della gara contro il Blāzma al posto di Vits Rimkus. Meno di un mese dopo debuttò nelle coppe europee entrando al posto di Mihails Zizilevs nella gara contro il Llanelli Town, andata del primo turno di qualificazione alla UEFA Champions League 2008-2009 Già alla sua sesta presenza segnò la sua prima rete, quella del definitivo 1-5 contro il Daugava Riga giocata il 15 marzo 2009. Nella sua prima esperienza al Ventspils vinse il campionato nel 2008 e nel 2011, oltre alla Coppa di Lettonia 2010-2011.
Nel gennaio del 2012 passò all'Illičivec', nella massima serie ucraina, disputando appena una gara. Sei mesi più tardi tornò in patria, giocando per lo Skonto, esordendo in campionato il 30 luglio proprio contro il Ventspils. Il 20 giugno 2013 segnò la sua prima rete con la maglia dello Skonto nella goleada contro l'Augšdaugavas NSS. In due stagioni e mezza con lo Skonto totalizza oltre 70 presenze in campionato, disputando anche due gare di UEFA Europa League.
Nel 2015 fece ritorno al Ventspils, quattro anni dopo la sua ultima esperienza; cominciò la nuova avventura il 14 marzo 2015 contro il Metta/LU, giocando titolare la prima partita di campionato. Il Ventspils, pur senza conquistare trofei, si mantenne sempre nelle posizioni di vertice, il che consentì a Rugins di disputare un'altra decina di incontri nelle coppe europee.
Nel 2019 è passato al Riga FC, con il quale ha vinto due campionati consecutivamente.

### Nazionale
Tra il 2009 e il 2010 ha giocato dodici gare con la selezione Under-21, dieci dei quali per gare di qualificazione agli europei di categoria. segnò un'unica rete, proprio all'esordio contro i pari età andorrini.
Il 17 novembre 2010, subentrando nel finale dell'amichevole con la Cile a Andrejs Perepļotkins, ha esordito con la nazionale maggiore lettone. la sua prima gara da titolare fu l'amichevole contro l'Austria.

## Statistiche

### Cronologia presenze e reti in nazionale
| Cronologia completa delle presenze e delle reti in nazionale ― Lettonia | Cronologia completa delle presenze e delle reti in nazionale ― Lettonia | Cronologia completa delle presenze e delle reti in nazionale ― Lettonia | Cronologia completa delle presenze e delle reti in nazionale ― Lettonia | Cronologia completa delle presenze e delle reti in nazionale ― Lettonia | Cronologia completa delle presenze e delle reti in nazionale ― Lettonia | Cronologia completa delle presenze e delle reti in nazionale ― Lettonia | Cronologia completa delle presenze e delle reti in nazionale ― Lettonia |
| Data                                                                    | Città                                                                   | In casa                                                                 | Risultato                                                               | Ospiti                                                                  | Competizione                                                            | Reti                                                                    | Note                                                                    |
| ----------------------------------------------------------------------- | ----------------------------------------------------------------------- | ----------------------------------------------------------------------- | ----------------------------------------------------------------------- | ----------------------------------------------------------------------- | ----------------------------------------------------------------------- | ----------------------------------------------------------------------- | ----------------------------------------------------------------------- |
| 17-11-2010                                                              | Kunming                                                                 | Cina                                                                    | 1 – 0                                                                   | Lettonia                                                                | Amichevole                                                              | -                                                                       | 88’                                                                     |
| 4-6-2011                                                                | Riga                                                                    | Lettonia                                                                | 1 – 2                                                                   | Israele                                                                 | Qual. Euro 2012                                                         | -                                                                       | 71’                                                                     |
| 7-6-2011                                                                | Graz                                                                    | Austria                                                                 | 3 – 1                                                                   | Lettonia                                                                | Amichevole                                                              | -                                                                       |                                                                         |
| 7-10-2011                                                               | Riga                                                                    | Lettonia                                                                | 2 – 0                                                                   | Malta                                                                   | Qual. Euro 2012                                                         | -                                                                       | 76’                                                                     |
| 11-10-2011                                                              | Fiume                                                                   | Croazia                                                                 | 2 – 0                                                                   | Lettonia                                                                | Qual. Euro 2012                                                         | -                                                                       | 81’ 38’                                                                 |
| 29-2-2012                                                               | Adalia                                                                  | Montenegro                                                              | 2 – 0                                                                   | Lettonia                                                                | Amichevole                                                              | -                                                                       |                                                                         |
| 22-5-2012                                                               | Klagenfurt am Wörthersee                                                | Lettonia                                                                | 0 – 1                                                                   | Polonia                                                                 | Amichevole                                                              | -                                                                       |                                                                         |
| 15-8-2012                                                               | Podgorica                                                               | Montenegro                                                              | 2 – 0                                                                   | Lettonia                                                                | Amichevole                                                              | -                                                                       | 46’                                                                     |
| 7-9-2012                                                                | Riga                                                                    | Lettonia                                                                | 1 – 2                                                                   | Grecia                                                                  | Qual. Mondiali 2014                                                     | -                                                                       | 76’                                                                     |
| 11-9-2012                                                               | Zenica                                                                  | Bosnia ed Erzegovina                                                    | 4 – 1                                                                   | Lettonia                                                                | Qual. Mondiali 2014                                                     | -                                                                       |                                                                         |
| 12-10-2012                                                              | Bratislava                                                              | Slovacchia                                                              | 2 – 1                                                                   | Lettonia                                                                | Qual. Mondiali 2014                                                     | -                                                                       | 70’                                                                     |
| 16-10-2012                                                              | Riga                                                                    | Lettonia                                                                | 2 – 0                                                                   | Liechtenstein                                                           | Qual. Mondiali 2014                                                     | -                                                                       |                                                                         |
| 6-2-2013                                                                | Kōbe                                                                    | Giappone                                                                | 3 – 0                                                                   | Lettonia                                                                | Amichevole                                                              | -                                                                       |                                                                         |
| 22-3-2013                                                               | Vaduz                                                                   | Liechtenstein                                                           | 1 – 1                                                                   | Lettonia                                                                | Qual. Mondiali 2014                                                     | -                                                                       |                                                                         |
| 24-5-2013                                                               | Doha                                                                    | Qatar                                                                   | 3 – 1                                                                   | Lettonia                                                                | Amichevole                                                              | -                                                                       | 74’                                                                     |
| 14-8-2013                                                               | Tallinn                                                                 | Estonia                                                                 | 1 – 1                                                                   | Lettonia                                                                | Amichevole                                                              | -                                                                       |                                                                         |
| 6-9-2013                                                                | Riga                                                                    | Lettonia                                                                | 2 – 1                                                                   | Lituania                                                                | Qual. Mondiali 2014                                                     | -                                                                       | 74’                                                                     |
| 15-11-2013                                                              | Dublino                                                                 | Irlanda                                                                 | 3 – 0                                                                   | Lettonia                                                                | Amichevole                                                              | -                                                                       | 27’                                                                     |
| 5-3-2014                                                                | Skopje                                                                  | Macedonia del Nord                                                      | 2 – 1                                                                   | Lettonia                                                                | Amichevole                                                              | -                                                                       | 71’ 76’                                                                 |
| 29-5-2014                                                               | Liepāja                                                                 | Lettonia                                                                | 0 – 0 dts (4 – 2 dtr)                                                   | Estonia                                                                 | Coppa del Baltico 2014                                                  | -                                                                       | 65’                                                                     |
| 31-5-2014                                                               | Liepāja                                                                 | Lettonia                                                                | 1 – 0                                                                   | Lituania                                                                | Coppa del Baltico 2014                                                  | -                                                                       | 64’                                                                     |
| 3-9-2014                                                                | Riga                                                                    | Lettonia                                                                | 2 – 0                                                                   | Armenia                                                                 | Amichevole                                                              | -                                                                       | 75’                                                                     |
| 10-10-2014                                                              | Riga                                                                    | Lettonia                                                                | 0 – 3                                                                   | Islanda                                                                 | Qual. Euro 2016                                                         | -                                                                       | 63’                                                                     |
| 2-6-2018                                                                | Riga                                                                    | Lettonia                                                                | 1 – 0                                                                   | Estonia                                                                 | Coppa del Baltico 2018                                                  | -                                                                       | 66’                                                                     |
| 5-6-2018                                                                | Vilnius                                                                 | Lituania                                                                | 1 – 1                                                                   | Lettonia                                                                | Coppa del Baltico 2018                                                  | -                                                                       | 64’                                                                     |
| 9-6-2018                                                                | Riga                                                                    | Lettonia                                                                | 1 – 3                                                                   | Azerbaigian                                                             | Amichevole                                                              | -                                                                       | 30’ 46’                                                                 |
| 9-9-2018                                                                | Tbilisi                                                                 | Georgia                                                                 | 1 – 0                                                                   | Lettonia                                                                | UEFA Nations League 2018-2019                                           | -                                                                       | 78’                                                                     |
| 13-10-2018                                                              | Riga                                                                    | Lettonia                                                                | 1 – 1                                                                   | Kazakistan                                                              | UEFA Nations League 2018-2019                                           | -                                                                       | 67’                                                                     |
| 16-10-2018                                                              | Riga                                                                    | Lettonia                                                                | 0 – 3                                                                   | Georgia                                                                 | UEFA Nations League 2018-2019                                           | -                                                                       | 62’                                                                     |
| 7-6-2019                                                                | Riga                                                                    | Lettonia                                                                | 0 – 3                                                                   | Israele                                                                 | Qual. Euro 2020                                                         | -                                                                       | 79’                                                                     |
| 10-6-2019                                                               | Riga                                                                    | Lettonia                                                                | 0 – 5                                                                   | Slovenia                                                                | Qual. Euro 2020                                                         | -                                                                       | 69’                                                                     |
| 6-9-2019                                                                | Wals-Siezenheim                                                         | Austria                                                                 | 6 – 0                                                                   | Lettonia                                                                | Qual. Euro 2020                                                         | -                                                                       | 77’                                                                     |
| 9-9-2019                                                                | Riga                                                                    | Lettonia                                                                | 0 – 2                                                                   | Macedonia del Nord                                                      | Qual. Euro 2020                                                         | -                                                                       | 67’                                                                     |
| 6-9-2020                                                                | Attard                                                                  | Malta                                                                   | 1 – 1                                                                   | Lettonia                                                                | UEFA Nations League 2020-2021                                           | -                                                                       | 67’                                                                     |
| 10-10-2020                                                              | Tórshavn                                                                | Fær Øer                                                                 | 1 – 1                                                                   | Lettonia                                                                | UEFA Nations League 2020-2021                                           | -                                                                       | 30’                                                                     |
| 11-11-2020                                                              | Serravalle                                                              | San Marino                                                              | 0 – 3                                                                   | Lettonia                                                                | Amichevole                                                              | -                                                                       | 61’                                                                     |
| 14-11-2020                                                              | Riga                                                                    | Lettonia                                                                | 1 – 1                                                                   | Fær Øer                                                                 | UEFA Nations League 2020-2021                                           | -                                                                       | 61’                                                                     |
| Totale                                                                  |                                                                         | Presenze                                                                | 39                                                                      |                                                                         | Reti                                                                    | 0                                                                       |                                                                         |

## Palmarès

### Club

#### Competizioni nazionali
- Campionato lettone: 4

Ventspils: 2008, 2011
Riga FC: 2019, 2020
- Coppa di Lettonia: 3

Ventspils: 2010-2011, 2016-2017
Riga FC: 2023

#### Competizioni internazionali
- Coppa della Livonia: 1

Ventspils: 2008
- Baltic League: 1

Ventspils: 2009-2010

### Nazionale
- Coppa del Baltico: 2

2014, 2018